# Горбуновская
Горбуновская — упразднённая деревня в Кичменгско-Городецком районе Вологодской области.
Входит в состав Кичменгского сельского поселения (с 1 января 2006 года по 1 апреля 2013 года входила в Погосское сельское поселение), с точки зрения административно-территориального деления — в Погосский сельсовет.
Расстояние до районного центра Кичменгского Городка по автодороге — 32 км.
9 мая 2020 года упразднена.
| 2010 |
| ---- |
| 0    |